# Karl Wiedergott
Karl Aloysious Treaton, född 8 februari 1969, är en amerikansk skådespelare som för närvarande medverkar i den tecknade komediserien The Simpsons. Under namnet Karl Wiedergott gör han rösterna till bland annat skådespelaren John Travolta och USA:s förre president Bill Clinton. Wiedergott har gjort röster till en rad olika figurer i mer än 200 avsnitt. 2005 bestämde sig Wiedergott för att ta en paus från allt skådespelande; på scen, i film och i TV, för att fullt ut satsa på The Simpsons.